# 以色列農業及鄉郊發展部
以色列農業及鄉郊發展部（希伯來語：‎，羅馬化：Misrad HaHakla'ut UFitu'ah HaKfar）是以色列監管農業的政府部門。該部初名為農業部，於1992年更為現名。監管鄉郊發展的發展部於1974年廢除。
以色列農業保險由KANAT提供，受該部監察。KANAT亦為該國農業研究頒獎。

## 部長
該部的部門首長為農業及鄉郊發展部長（希伯來語：‎，羅馬化：Sar HaHakla'ut vePituah HaKfar），被認為是以色列內閣中相對次要的職位。以色列總理梅納罕·貝京及埃胡德·巴瑞克都曾兼任農業部長。

## 外部連結
- . Ministry of Agriculture. 2021-05-02  [2021-05-02]. （原始内容存档于2017-07-01）.
  - . משרד החקלאות. 2021-05-02  [2021-05-02]. （原始内容存档于2017-07-02） （希伯来语）.
- All Ministers in the Ministry of Agriculture （页面存档备份，存于） Knesset website